# Base Capitolina
La Base Capitolina, anche nota come Base dei Vicomagistri, è il basamento marmoreo di una statua dedicata all'imperatore Adriano dai vicomagistri nel 136 d.C. di fondamentale importanza per la ricostruzione della topografia dell'antica Roma, in quanto su di esso è riportato l'elenco dei vicomagistri dedicanti, suddivisi ciascuno per il vicus di competenza.
Rinvenuta sul Campidoglio nel XV secolo, è conservata presso i Musei capitolini.

## Descrizione
Sul lato frontale della base è riportata la dedica ad Adriano, mentre sui due lati si riportano, suddivisi per regione, i nomi del curator, del denuntiator e dei vici, ciascuno accompagnato dai suoi 4 vicomagistri. Sul lato destro vi sono riportati i nomi relativi alle regioni I, X e XIII, sul lato sinistro quelli delle regioni XII e XIV. Per il fatto che non compaiono i nomi di tutte e 14 le regioni, è stato ipotizzato che in origine le basi fossero due o tre.

### La dedica
Il testo inizia con la dedica all'imperatore Adriano:
Imp(eratori) Caesari divi / Traiani Parthici fil(io) / divi Nervae nepoti / Traiano Hadriano / Aug(usto) pontif(ici) maximo / tribunic(ia) potestat(e) XX / imp(eratori) II co(n)s(uli) III p(atri) p(atriae).
Adriano ottenne la XX tribunicia potestas nel dicembre 135 d.C. e la XXI nel dicembre 136 d.C. (ottenne il II titolo di imperator nel 135, al termine della rivolta giudaica, e il III consolato nel 119 d.C.); pertanto la base è databile al 136 d.C.

### I dedicanti
Sotto alla dedica ad Adriano compaiono i dedicanti: magistri vicorum urbis / regionum XIIII.

### La datazione
Un'ulteriore datazione della base è data dalla classica formula riportante i nomi dei consoli del 136 d.C.:
 L(ucio) Ceionio Commodo Sex(to) Vetuleno Civica Pompeiano co(n)s(ulibus), vale a dire Lucio Ceionio Commodo e Sesto Vettuleno Civica Pompeiano.

### Ivici
Come sopra riportato, sulla base sono riportati i nomi dei vici delle regioni I, X, XII, XIII e XIV, cioè delle regioni meridionali di Roma:
- Regio I Porta Capena

1. vicus Camenarum
2. vicus Drusianus
3. vicus Sulpici ulterior(is)
4. vicus Sulpici citerioris
5. vicus Fortunae Obsequent(i)
6. vicus Pulverarius
7. [v]icus Honor(is) et Virtut(is)
8. vicus trium ararum
9. vicus fabrici

- Regio X Palatium

1. vicus Padi
2. vicus Curiarum
3. vicus Fortunae Respicient(i)
4. vicus Salutaris
5. vicus Apollinis
6. vicus huiusque diei

- Regio XII Piscina Publica

1. vicus Veneris Almae
2. vicus Piscinae Publicae
3. vicus Dianae
4. vicus Ceios
5. vicus triari(i)
6. vicus [...]ani salientis
7. vicus laci tecti
8. vicus Fortunae Mammosae
9. vicus compiti pastoris
10. vicus portae Rudusculanae
11. vicus porta Naevia
12. vicus Victoris

- Regio XIII Aventinus

1. vicus Fidii
2. vicus frument(i)
3. vicus trium viarum
4. vicus Caeseti
5. vicus Valeri
6. vicus lac<us=I> mil(l)iari
7. vicus Fortunati
8. vicus capitis Canteri
9. vicus Larum Alitum
10. vicus novus
11. vicus Loret(is) minoris
12. vicus Armilustri
13. vicus columnae ligneae
14. vicus materiarius
15. vicus mundiciei
16. vicus Loreti maioris
17. vicus Fortunae Dubiae

- Regio XIV Transtiberim

1. vicus Censori
2. vicus Gemini
3. vicus Rostrate
4. vicus longi aquilae
5. vicus statae Siccianae
6. vicus quadrati
7. vicus Rac(c)iliani minor(is)
8. vicus Racciliani maioris
9. vicus Ianuclensis
10. vicus Brutiannus
11. vicus Larum ruralium
12. vicus statuae Valerianae
13. vicus Salutaris
14. vicus Pauli
15. vicus [...]ai publici
16. vicus luc[...]ii
17. vicus Pacrai[...]
18. vicus laci restituti
19. vicus Saufei
20. vicus Sergi
21. vicus Ploti
22. vicus Tiberinus